# Patrik Lončarić
Patrik Lončarić (Osijek, 8 de agosto de 2000) es un deportista croata que compite en remo. Su hermano gemelo Anton compite en el mismo deporte.
Ganó una medalla de plata en el Campeonato Europeo de Remo de 2025, en la prueba de cuatro sin timonel.

## Palmarés internacional
| Campeonato Europeo | Campeonato Europeo | Campeonato Europeo | Campeonato Europeo |
| Año                | Lugar              | Medalla            | Prueba             |
| ------------------ | ------------------ | ------------------ | ------------------ |
| 2025               | Plovdiv (Bulgaria) | Medalla de plata   | Cuatro sin timonel |